# Соня Ганді
Со́ня Га́нді (гінді सोनिया गांधी, при народженні італ. Edvige Antonia Albina Maino нар. 9 грудня 1946, Лузіана, Венето, Італія) — індійський політик італійського походження. Вдова колишнього прем'єр-міністра Індії Раджива Ганді. Після його вбивства в 1991 році вона була запрошена в Індійський національний конгрес, але відмовилася і публічно залишалася осторонь від політики. Погодилася приєднатися до політики в 1997 році і в 1998 році була обрана лідером Конгресу.
Відтоді Соня Ганді була головою Індійського національного конгресу. Вона була головою правлячої партії Об'єднаний прогресивний альянс у Лок Сабха з 2004 року. Після четвертого переобрання у вересні 2010 року вона займає цей пост найдовше за всю 125-річну історію конгресу. Її іноземне походження було предметом багатьох суперечок і розбіжностей.
Хоча Соня фактично є п'ятою особою іноземного походження, яка стала лідером Партії, вона є першою з моменту здобуття Індією незалежності в 1947 році.

## Біографія
Народилася в сім'ї Стефано і Паоли Майно в Лузіані, маленькому селі за 30 кілометрів від Віченци в Венето, Італія. Вона провела юність в Орбассано, містечку неподалік від Турина, виховалася в традиційній католицькій сім'ї та відвідувала католицьку школу. Її батько, за професією муляр, під час Другої Світової війни воював на боці італійських фашистів, помер у 1983 році Її мати і дві сестри досі живуть поблизу Орбассано..